# 共観福音書
共観福音書（きょうかんふくいんしょ、英: Synoptic Gospels）は、キリスト教の『新約聖書』の四つの福音書のうち、「ヨハネによる福音書」を除く「マタイによる福音書」、「マルコによる福音書」、「ルカによる福音書」のことを指す。この3つには共通する記述が多く、同じような表現もみられる。聖書学の研究の結果、本文を相互に比較し、一覧にした共観表（シノプシス synopsis）が作られたことから共観福音書と呼ぶようになった。
「ヨハネによる福音書」は同じ出来事を描写するときにも、他の3つとは異なった視点やスタイルをとることが多い上に、他の3つの福音書に比べて思想・神学がより深められている。イエスを神であると明言し、はっきり示すのは「ヨハネによる福音書」のみである。
「マルコによる福音書」の661節のうち、606節が「マタイによる福音書」と、320節が「ルカによる福音書」と共通する内容だと言われる。
ただし、共観福音書の3書には、本文中に記者の名前が無く、マタイ、マルコ、ルカという各記者の名は、2世紀になってから現れるもので、実際には誰が書いたのかは不明である。

## 共観表
共観表は主要言語で出版されており、福音書研究には欠くことのできない基礎文献である。
日本では以前に塚本虎二編集のものがあったが、長らく入手不可能となっていた。2000年代になって本格的なものが出版された。
なお、実際の共観表ではヨハネによる福音書の並行箇所も併記するのが一般的であるが、外典である「トマスによる福音書」の並行箇所も併記して「五書共観表」とする例もある。